# 24h (website)
24h hay Tin tức 24h là một trang tin điện tử tại Việt Nam.. Trang tin hoạt động theo giấy phép số 332/GP–TTĐT ngày cấp 22/01/2018 do Sở Thông tin và Truyền thông Hà Nội cấp. Trang do Công ty Cổ phần Trực tuyến 24H (gọi tắt là 24h) chịu trách nhiệm vận hành và quản lý.

## Lịch sử
Trang 24h.com.vn được thành lập chính thức vào ngày 25 tháng 06 năm 2004. Từ giai đoạn 2005 đến năm 2012, trang thông tin điện tử này có trụ sở ở tòa nhà HITTC của Sở thông tin và truyền thông Hà Nội 185 Giảng Võ, Đống Đa, Hà Nội. Sau đó, chuyển về tòa nhà Geleximco 36 Hoàng Cầu, Đống Đa, Hà Nội.

## Bê bối

### Lấy thông tin website bất hợp pháp
Trang 24h cũng nhiều lần bị công an kiểm tra các hoạt động cung cấp thông tin trên mạng.
Các tổng biên tập và phóng viên của các tờ báo khác cáo buộc 24h đã lấy thông tin các tờ báo này và gây hiểu lầm cho độc giả. Cụ thể, trang tin điện tử 24h chỉ được lấy thông tin khi các tờ báo điện tử chấp thuận chứ không được biên tập nội dung hay lấy thông tin khi chưa cho phép.